# Ramhusen
Ramhusen är en kommun och ort i Kreis Dithmarschen i förbundslandet Schleswig-Holstein i Tyskland.
Kommunen ingår i kommunalförbundet Amt Marne-Nordsee tillsammans med ytterligare 12 kommuner.